# 日本ボウリング機構
日本ボウリング機構（にほんボウリングきこう）は、日本のボウリング競技の普及や推進を進める事を目的とする団体。2018年設立。略称はJBO（JAPAN BOWLING ORGANIZATION）
国内の8団体の協力によって設立された任意団体。「競技人口2000万人」を目標に掲げ、オリンピック・パラリンピック種目入りへの活動、国内統一ルールの制定、プロ・アマ問わず真の日本一を決定する大会の開催などを行う。

## 参画団体
- 公益財団法人JAPAN BOWLING
- 公益社団法人日本ボウリング場協会
- 公益社団法人日本プロボウリング協会
- 一般社団法人全日本視覚障害者ボウリング協会
- 日本ボウラーズ連盟
- 全国実業団ボウリング連盟
- ジャパンレディースボウリングクラブ
- 日本ボウリング商工会